# Mark van Andel
Mark van Andel (Slot Loevestein, 1959) is een Nederlandse schrijver. Hij is de zoon van schrijver/slotbewaarder Peter van Andel en illustratrice Reina van Assendelft.
Van Andel debuteerde in 1988 in het literaire tijdschrift De Gids met een verhaal getiteld Paling. Aanvankelijk schreef hij feuilletons voor de plaatselijke pers en korte episodes voor Nederlandse (jeugd-)weekbladen. Door de jaren heen verlegde hij zijn interesse naar Nederlandse literatuur en debuteerde in 1992 bij uitgeverij J.M. Meulenhoff met de verhalenbundel Smeltend ijs, die een nominatie voor de AKO Literatuurprijs ontving. Latere titels van de schrijver: De fontanel (1997), Crescendo (1998) en De erfenis van de wereld (2002), verschenen bij Prometheus/Bert Bakker.